# پیستون هایپریوتکتیک

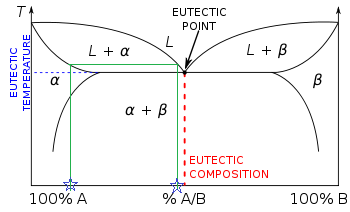
سیستم یوتکتیک

در سیستم یوتکتیک زمانی که یک ترکیب آلیاژی در سمت راست نقطهٔ یوتکتیک قرار می‌گیرد آن را هایپریوتکتیک می‌نامند. و اگر در سمت راست نقطهٔ یوتکتیم باشد آن را هایپویوتکتیک می‌نامند.
پیستون هایپریوتکتیک (به انگلیسی: Hypereutectic piston) یک پیستون با موتور درون‌سوز است که از آلیاژ هایپریوتکتیک استفاده می‌کند - یعنی آلیاژ فلزی که دارای ترکیبی فراتر از نقطه یوتکتیک است. پیستونهای هایپروتکتیک از آلیاژ آلومینیوم ساخته شده‌اند که سیلیکون آن بسیار بیشتر از مقدار سیلیکون موجود در محلول آلومینیوم در دمای کار است. آلومینیوم هایپریوتکتیک ضریب انبساط حرارتی کمتری دارد، که به طراحان موتور اجازه می‌دهد تحمل بسیار سخت تری را تعیین کنند.
متداول‌ترین ماده ای که برای پیستون‌های اتومبیل استفاده می‌شود آلومینیوم است، زیرا آلومینیوم وزن سبک، هزینه کم و مقاومت قابل قبولی دارد. اگرچه ممکن است عناصر دیگر در مقادیر کمتری وجود داشته باشند، عنصر آلیاژی نگران کننده در آلومینیوم برای پیستون‌ها سیلیکون است. نقطه ای که در آن سیلیسیم به‌طور کامل و دقیق در دمای کار در آلومینیوم محلول است حدود ۱۲٪ است. سیلیکون بیشتر یا کمتر از این منجر به دو فاز جداگانه در ساختار بلوری جامد فلز می‌شود. این موضوع بسیار رایج است که وقتی به میزان قابل توجهی سیلیسیم بیشتر از ۱۲٪ به آلومینیوم اضافه شود، خصوصیات آلومینیوم به گونه ای تغییر می‌کند که برای اهداف پیستون برای موتورهای احتراق مفید باشد. با این حال، در ترکیب ۲۵٪ سیلیسیم، مقاومت فلز به میزان قابل توجهی کاهش می‌یابد، بنابراین پیستون‌های هایپروتکتیک معمولاً از یک مقدار سیلیکون بین ۱۶٪ و ۱۹٪ استفاده می‌کنند. برای پراکنده کردن ذرات سیلیکون به‌طور یکنواخت در سراسر ماده پیستون، قالب‌های ویژه، ریخته‌گری و تکنیک‌های خنک‌سازی لازم است.
پیستون هایپروتکتیک از پیستون‌های آلومینیومی ریخته‌گری شده رایج استحکام بیشتری دارند و در بسیاری از کاربردها با کارایی بالا استفاده می‌شوند. آن‌ها به اندازه پیستون‌های مصنوعی قدرت ندارند، اما به دلیل ریخته‌گری هزینه بسیار کمتری دارند.
ریخته‌گری، فن شکل‌دادن فلزات و آلیاژها از طریق ذوب، ریختن مذاب در محفظه‌ای به نام قالب و آن‌گاه سرد کردن و انجماد آن مطابق شکل محفظه قالب است. این روش کهن‌ترین فرایند شناخته شده برای بدست آوردن شکل مطلوب فلزات است. اولین کوره‌های ریخته‌گری از خاک‌رس ساخته می‌شدند و لایه‌هایی از مس و چوب به تناوب در آن چیده می‌شد.

## مزایا
بیشتر موتورهای اتومبیل از پیستون‌های آلومینیومی استفاده می‌کنند که در یک سیلندر آهنی حرکت می‌کنند. دمای متوسط تاج پیستون در یک موتور بنزینی در هنگام کار عادی به‌طور معمول حدود ۳۰۰ درجه سلسیوس (۵۷۰ درجه فارنهایت)، و خنک‌کننده ای که در بلوک سیلندر در جریان هست معمولاً روی دمای نزدیک به ۹۰ درجه سلسیوس (۱۹۰ درجه فارنهایت) تنظیم می‌شود آلومینیوم در این محدوده دما بیش از آهن منبسط می‌شود، بنابراین برای قرار گرفتن مناسب پیستون در سیلندر در دمای عملیاتی معمول، پیستون باید در دمای پایین مقداری لق باشد.
در دهه ۱۹۷۰، افزایش نگرانی در مورد آلودگی اگزوز باعث شد تا دولت ایالات متحده آژانس حفاظت از محیط زیست (EPA) را تشکیل دهد، که شروع به نوشتن و اجرای قوانینی کرد که تولیدکنندگان خودرو را ملزم به ایجاد تغییراتی می‌کند که باعث شود موتورهای‌شان آلودگی کمتری تولید کنند. در اواخر دهه ۱۹۸۰، آلودگی اگزوز اتومبیل به طرز محسوسی بهبود یافته بود، اما مقررات دقیق تر، تولیدکنندگان اتومبیل را مجبور به استفاده از پیستون‌های تزریق سوخت کنترل‌شده الکترونیکی و پیستون‌های هایپریوتکتیک کرد. در مورد این پیستون‌ها، این موضوع کشف شد که زمانی که موتور هنگام راه اندازی سرد است، مقدار کمی سوخت بین حلقه‌های پیستون گیر می‌کند. با گرم شدن موتور، پیستون منبسط شده و این مقدار سوخت باقی مانده خارج می‌شود و به هیدروکربنهای سوخته نشده در اگزوز اضافه می‌شد.
با افزودن سیلیکون به آلیاژ پیستون، انبساط پیستون به‌طور چشمگیری کاهش یافت. این به مهندسان اجازه می‌داد فاصله بین پیستون و بوش سیلندر را کاهش دهند. سیلیکون خود کمتر از آلومینیوم منبسط می‌شود. یکی دیگر از مزایای افزودن سیلیکون این است که پیستون سخت‌تر می‌شود و نسبت به تراشیده شدن حساسیت کمتری پیدا می‌کند که می‌تواند هنگامی رخ دهد که یک پیستون نرم آلومینیومی در یک سیلندر نسبتاً خشک یا در دمای عملیاتی بسیار بالا شروع به چرخیدن بکند.
بزرگ‌ترین عیب افزودن سیلیسیم به پیستون‌ها این است که با افزایش نسبت سیلیکون به آلومینیوم، پیستون ترد وشکننده می‌شود. این موضوع باعث می‌شود اگر موتور دچار احتراق زودهنگام یا انفجار شود، پیستون در معرض ترک قرار می‌گیرد.
احتراق زودهنگام وضعیتی است که در آن مخلوط سوخت و هوا در یک موتور توسط یک جرقه زودهنگام مشتعل می‌شود.
این جرقه می‌تواند به دلیل داغ شدن نوک شمع باشد.

## آلیاژهای تعویض عملکرد
هنگامی که علاقه‌مندان به خودرو می‌خواهند قدرت موتور را افزایش دهند، ممکن است نوعی پروسهٔ القا اجباری به آن اضافه کنند. با فشرده سازی هوا و سوخت بیشتر در هر چرخه ورودی، می‌توان قدرت موتور را به طرز چشمگیری افزایش داد. این امر باعث افزایش گرما و فشار در سیلندر نیز می‌شود.
دمای طبیعی اگزوز موتور بنزینی تقریباً ۶۵۰ درجه سلسیوس (۱٬۲۰۰ درجه فارنهایت) این دما همچنین دمای ذوب اکثر آلیاژهای آلومینیومی است و فقط نفوذ مداوم هوای محیط است که از تغییر شکل و خراب شدن پیستون جلوگیری می‌کند. القا اجباری دمای عملیاتی را در حالی که «تحت فشار» است افزایش می‌دهد، و اگر این گرمای سریع تر از حدی باشد که موتور بتواند آن را خارج کند، دمای افزایش یافتهٔ سیلندر باعث می‌شود که هوا و سوخت مخلوط و در اثر فشار، قبل از وقوع جرقه روشن شود. این یکی از انواع ضربه‌های موتور است که باعث ایجاد یک شوک ناگهانی و افزایش فشار می‌شود، که می‌تواند منجر به خرابی پیستون در اثر خستگی سطح ناشی از شوک شود، که سطح پیستون را می‌خورد.
مقدار سیلیکون آلیاژ پیستون عملکرد "۴۰۳۲" تقریباً ۱۱٪ است. این بدان معنی است که کمتر از یک پیستون فاقد سیلیکون منبسط می‌شود، اما از آنجا که سیلیکون کاملاً در سطح مولکولی آلیاژ شده‌است (یوتکتیک)، شکنندگی آلیاژ کمتر و انعطاف پذیرتر از پیستون‌های استوک هایپریوتکتیک smog (با فشرده سازی کم) است. این پیستون‌ها با آسیب کمتری نسبت به پیستون‌های استوک می‌توانند از انفجار خفیف جان سالم به در ببرند. آلیاژهای ۴۰۳۲ و هایپریوتکتیک ضریب انبساط کمتری دارند و باعث می‌شود پیستون محکمتر در سوراخ سیلندر در دمای مونتاژ متناسب قرار بگیرد.
آلیاژ پیستون عملکردی "۲۶۱۸" کمتر از ۲٪ سیلیسیم دارد و می‌توان آن را به عنوان هایپویوتکتیک توصیف کرد. این آلیاژ قادر است تحت بیشترین انفجار و استفادهٔ نامناسب قرار بگیرد در حالی که کمترین میزان آسیب را متحمل می‌شود. پیستون‌های ساخته شده از این آلیاژ به دلیل متداول‌ترین کاربردشان یعنی استفاده در موتورهای دیزلی تجاری، معمولاً ضخیم‌تر و سنگین تر می‌شوند. هم به دلیل دمای بالاتر از حد نرمال که این پیستون‌ها در کاربردهای معمول خود تجربه می‌کنند و هم ضریب انبساط حرارتی بالاتر به دلیل حاوی بودن مقدار کمتری یسیلیکون که باعث رشد حرارتی بیشتر می‌شود، این پیستون‌ها به یک سوراخ سیلندر بزگتر در دمای مونتاژ نیاز دارند. این منجر به شرایطی می‌شود که به آن "ضربهٔ پیستون" می‌گویند: این حالت زمانی رخ می‌دهد که فاصلهٔ بین دیواره سیلندر تا پیستون به قدری بزرگ باشد که زمانی که پیستون در داخل سیلندر از یک سمت به سمت دیگر حرکت می‌کند به دیوارهٔ سیلندر برخورد می‌کند و صدایی مانند صدای سیلی ایجاد می‌کند. این اتفاق معمولاً به دلیل فرسوده شدن ماشین در طول زمان رخ می‌دهد.

## فرایند آهنگری در برابر ریخته‌گری
وقتی پیستون ریخته‌گری می‌شود، آلیاژ آنقدر گرم می‌شود تا مایع شود، سپس در قالب ریخته می‌شود تا شکل اولیه ایجاد شود. پس از خنک شدن و جامد شدن آلیاژ، از قالب خارج شده و مادهٔ ریخته‌گری شدهٔ خشن به شکل نهایی خود تراش داده می‌شود. برای کاربردهایی که به پیستون‌های قوی تری نیاز دارند، از فرایند آهنگری استفاده می‌شود.
در فرایند آهنگری، مادهٔ ریخته‌گری شدهٔ خشن در حالی که هنوز گرم و نیمه جامد است در یک قالب قالب قرار می‌گیرد. از پرس هیدرولیکی برای قرار دادن تکه فلز خشن تحت فشار فوق‌العاده استفاده می‌شود. با این کار تخلخل احتمالی برطرف می‌شود و همچنین دانه‌های آلیاژ محکم تری به هم می‌چسبند نسبت به زمانی که فلز فقط با ریخته‌گری ساده حاصل می‌شود. نتیجه نهایی ماده‌ای بسیار قوی تری است.
پیستون‌های عملکرد پس از ساخت که از متداول‌ترین آلیاژهای ۴۰۳۲ و ۲۶۱۸ ساخته می‌شوند، معمولاً آهنگری شده هستند.
در مقایسه با پیستون‌های آهنگری شدهٔ آلیاژهای ۴۰۳۲ و ۲۶۱۸، پیستون هایپریوتکتیک مقاومت کمتری دارند؛ بنابراین، برای کاربردهایی که در آن‌ها از تقویت‌کننده یا اکسید نیتروژن استفاده می‌شود یا عملکردی که دور در دقیقه آن بالا هست، پیستون‌های آهنگری شده (ساخته شده از هر دو آلیاژ) ترجیح داده می‌شوند. با این حال، پیستون‌های هایپریوتکتیک نسبت به پیستون‌های آهنگری شده انبساط حرارتی کمتری را تجربه می‌کنند. به همین دلیل، پیستون‌های هایپریوتکتیک نسبت به پیستون‌های آهنگری شده نیاز به فاصلهٔ کمتری تا سیلندر دارند و بنابراین در جای خود محکم ترند. این امر باعث می‌شود پیستون‌های هایپریوتکتیک گزینه بهتری برای موتورهای دیزلی باشند، جایی که طول عمر بیشتر از عملکرد نهایی مهم‌تر است. بعضی از وسایل نقلیه از پیستون‌های آهنگری شده در کارخانه استفاده می‌کنند. دوج وایپرز در مدل سال‌های ۱۹۹۲–۱۹۹۹ از پیستون‌های آهنگری شده استفاده کرده و سپس به هایپریوتکتیک روی آورد. آخرین نسل ماشین‌های وایپر (۲۰۱۳–۲۰۱۷) از پیستون‌های آهنگری شده استفاده کردند. همه مدل‌های هوندا اس۲۰۰۰ از پیستون‌های آهنگری شده استفاده می‌کنند. تمام هونداهای مدل S2000 از پیستون‌های آهنگری شده استفاده می‌کنند.